# Hambye
 Hambye  es una población y comuna francesa, situada en la región de Baja Normandía, departamento de Mancha, en el distrito de Coutances y cantón de Gavray.

## Demografía
| 1750 | 1558 | 1318 | 1241 | 1218 | 1121 |
| Para los censos de 1962 a 1999 la población legal corresponde a la población sin duplicidades (Fuente: INSEE [Consultar]) |      |      |      |      |      |